# Nossa Senhora da Lapa
Nossa Senhora da Lapa és una freguesia (parròquia civil) de Cap Verd. Cobreix la petita part nord-oest del municipi de Ribeira Brava, a l'illa de São Nicolau.

## Subdivisions
La freguesia consta dels següents assentaments, amb població segons el cens de 2010:
- Covoada (pob: 155)
- Estância de Brás (pob: 320)
- Fajã de Baixo (pob: 620)
- Queimadas (pob: 299)
- Ribeira Funda (pob: 1)